# Vuelta a España a vela
La Vuelta a España a vela es una competición de vela para embarcaciones de crucero que se disputa en España desde 1983.
La primera edición, organizada por la revista "Bitácora", partió de Barcelona el 24 de junio de 1983 y tuvo cuatro etapas con escalas en Alicante, Puerto de Santa María y Bayona para finalizar en Santander. Compitieron once barcos: “White Horse” de Enrique Gómez Curt, “Andalucía” de Juan Pemán capitaneado por Nico Terry, “Catalunya” con Toni Tió y Antonio Gorostegui, “Carina” de Alberto Álvarez, “Arosa VI” de la Escuela Naval Militar, “Halcón Negro” de José María García Lastra, el “Spanish Fly”, el “Hublot” de Caito Yllera de Santander, y el “Vento” con Pedro Campos a la caña y armado por Manuel Fernández, que fue el que venció.
La segunda edición comenzó en Bilbao en 1984 y constó de cinco etapas con finales parciales en Bayona, Puerto de Santa María, Puerto Banús, Palma de Mallorca y Barcelona. Participaron trece veleros, diez de ellos españoles, obteniendo la victoria el "Banco Atlántico" de Pedro Campos, seguido del “Pescanova” (José Eraso-Manuel Fernández) y del “Cacharel” (Miguel Lago).
La tercera edición partió de Palamós en 1985 y se dividió en seis etapas, terminando en Laredo. Hubo doce barcos inscritos, y volvió a ganar el "Banco Atlántico" de Pedro Campos.
La cuarta edición, en 1986, repitió salida en Palamós, con seis etapas con finales en Palma de Mallorca, Altea, Estepona, El Puerto de Santa María, Bayona y Laredo. Participaron el "Banco Atlántico", cuyo patrón, Pedro Campos, venció las tres anteriores ediciones; "Alicante-Murcia", de Ernesto Bovet; "Hola", de Marieta Lainz, con tripulación totalmente femenina; "Inapa", de Jorge Pinheiro; "Font Vella", de Sagiboy Gómez; "CS", de Bernardo Pinheiro; "Gandul", de Luis Celec; "Fortuna", de Antonio Gorostegui; y "Long John", de Enrique Curt. Volvió a ganar el "Banco Atlántico".
En 1987 se disputó la quinta edición, entre Laredo y Puerto Portals, con doce barcos inscritos. Venció el "Ramel II" patroneada por Antonio Gorostegui.
Tras dejar de organizar la vuelta la revista "Bitácora", la Real Federación Española de Vela (RFEV) y la Fundación Navegación Oceánica Barcelona (FNOB) organizaron una nueva edición en 2010 que recaló en los puertos de Fuenterrabía, Santander, Gijón, Sangenjo, Calpe, Palma de Mallorca y Barcelona. Compitieron ocho yates de la clase IMOCA Open 60, venciendo el francés "Safran", de Marc Guillemot